# Cebu North Road
Cebu North Road, Cebu North Hagnaya Wharf Road er en hovedvej der forbinder Cebu til San Remigio. Det er en del af National Rute 8 (N8) fra Cebu til Danao og National Rute 810 fra Danao til San Remigio.